# Iron Man (Band)
Iron Man war eine US-amerikanische Doom-Metal-Band aus Gaithersburg, Maryland.

## Geschichte
Die Band ging aus den Bemühungen von Alfred Morris III hervor eine Band im Stil der frühen Black Sabbath zu führen. Nach Versuchen mit den Bands Force, Rad Salat und Cheri Blade gönnte sich Alfred Morris III eine Pause um 1988 die Black-Sabbath-Tribute Band Iron Man zu gründen. Im Jahr 1993 erschien bei dem deutschen Label Hellhound Records das Debütalbum Black Night, worauf die Band aus dem Sänger Rob Levey, dem Gitarristen Al Morris III, dem Bassisten Larry Brown und dem Schlagzeuger Ron Kalimon bestand. Um das Album zu bewerben, ging man zusammen mit Cathedral und Pentagram auf Tournee durch die Westküste der Vereinigten Staaten. Da Hellhound Records der Veröffentlichung eines zweiten Albums nur zustimmen wollte, wenn sie Dan Michalek als neuen Sänger annahm, kam dieser schließlich als neues Mitglied zur Band. Daraufhin erschien im Oktober 1995 das zweite Album The Passage. Hierauf ist zudem Gary Isom als neuer Schlagzeuger zu hören. 1999 folgte über Brainticket Records das dritte Album Generation Void. Hierauf sind als neue Mitglieder die Bassistin Ginger und der Schlagzeuger Vic Tomaso vertreten.
Nachdem die Band sieben Jahre lang pausiert hatte und die Mitglieder anderen Tätigkeiten nachgegangen waren, trat die Band im April 2007 auf dem Stoner Hands of Doom Festival in Baltimore auf, dessen treibende Kraft Rob Levey war. Hierbei bestand die Band aus dem Gitarristen Al Morris III, dem Bassisten Louis Strachan, dem Schlagzeuger Gus Basilika und dem Sänger Joe Donnelly. Basilika verließ kurze Zeit später die Band und wurde durch Brian „Dex“ Dexter ersetzt. In dieser Besetzung nahm sie die EP Submission auf, die 2007 erschien. Im selben Jahr wurden zudem die beiden ersten Album neu gemastert bei Leaf Hound Records wiederveröffentlicht. Im Jahr 2009 begab sich die Band ins Studio, um ein neues Album aufzunehmen. Das erste Iron-Man-Album seit zehn Jahren erschien im April 2009 bei Shadow Kingdom Records unter dem Namen I Have Returned. 2010 kamen als neue Mitglieder der Schlagzeuger Mike Rix und der Sänger „Screaming Mad“ Dee Calhoun zur Band. Iron Man nahm daraufhin die selbstproduzierte EP Dominance auf, die Anfang 2011 erschien. Ende des Jahres verließ Rix die Band und wurde Anfang 2012 durch Jason „Mot“ Waldmann ersetzt. Daraufhin erschien im Sommer 2012 die EP Att hålla dig över. Ende September 2013 erschien das Album South of the Earth in Europa bei Rise Above Records und in Nordamerika Anfang Oktober bei Metal Blade Records. Im Januar 2018 starb Al Morris III, womit alle Aktivitäten von Iron Man endeten.

## Stil
Laut Eduardo Rivadavia von Allmusic spielt die Band Doom Metal, der stark durch Black Sabbath beeinflusst worden sei. Robert Müller vom Metal Hammer befand ebenfalls, dass die Band auf Black Night Doom Metal im Stil von Black Sabbath spielt. Die Musik sei sogar eine der exaktesten Black-Sabbath-Kopien, was „ein echter Schlag ins Gesicht des Fortschritts“ sei. Christof Leim vom selben Magazin gab in seiner Rezension zu Generation Void an, dass die Band hierauf wie Black Sabbath zu Zeiten von Master of Reality klingt. Die Riffs seien dröhnend und klängen wie von Tony Iommi und die Soli würden „verschroben gespielt“. Der Sänger „leiert dämonisch wie der gute, alte Ozzy, und natürlich sind die Texte eher mystisch gehalten“. Im Gegensatz zu Black Sabbath mache man jedoch gelegentlich Ausflüge in den True-Metal-Pathos.

## Diskografie
- 1988: Demo 1988 (Demo, Eigenveröffentlichung)
- 1992: Demo 1992 (Demo, Eigenveröffentlichung)
- 1993: Black Night (Album, Hellhound Records)
- 1994: The Passage (Album, Hellhound Records)
- 1999: Generation Void (Album, Brainticket Records)
- 2006: Live in Cinncinati (Live-Album, Eigenveröffentlichung)
- 2007: Submission (EP, Eigenveröffentlichung)
- 2009: I Have Returned (Album, Shadow Kingdom Records)
- 2010: Iron Man Shall Rise (Demo, Eigenveröffentlichung)
- 2011: Dominance (EP, Eigenveröffentlichung)
- 2012: Att hålla dig över (EP, Eigenveröffentlichung)
- 2013: South of the Earth (Album, Rise Above Records / Metal Blade Records)